# Georg Åberg
Nils Georg Åberg (Hellestad, 20 gennaio 1893 – Stoccolma, 18 agosto 1946) è stato un triplista e lunghista svedese.
Partecipò ai Giochi olimpici di Stoccolma 1912 dove conquistò la medaglia d'argento nel salto triplo e quella di bronzo nel salto in lungo. Fu tre volte campione svedese del salto in lungo.

## Palmarès
| Anno | Manifestazione  | Sede      | Evento         | Risultato | Prestazione | Note                          |
| ---- | --------------- | --------- | -------------- | --------- | ----------- | ----------------------------- |
| 1912 | Giochi olimpici | Stoccolma | Salto in lungo | Bronzo    | 7,18 m      | Miglior prestazione personale |
| 1912 | Giochi olimpici | Stoccolma | Salto triplo   | Argento   | 14,51 m     | Miglior prestazione personale |

## Campionati nazionali
- 3 volte campione svedese del salto in lungo (1912, 1913, 1915)